# フルテーイ
フルテーイ（イタリア語: Furtei）は、イタリア共和国サルデーニャ州南サルデーニャ県にある、人口約1,600人の基礎自治体（コムーネ）。

## 地理

### 位置・広がり

#### 隣接コムーネ
隣接するコムーネは以下の通り。
- グアジーラ
- サマッシ
- サンルーリ
- セガリーウ
- セッレンティ
- ヴィッラマル